# Língua edomita
O edomita foi uma antiga língua falada pelos edomitas no sudoeste da Jordânia no primeiro milénio a.C.
Biblicamente, Edom é o nome alternativo de Esaú, um dos filhos de Isaque e descendente de Abraão, e os edomitas são considerados como sendo um dos ancestrais dos hebreus, como os moabitas e os amonitas.